# Susana Costa
Susana Cristina Saíde da Costa (Setúbal, 22 settembre 1984) è una triplista portoghese.
Ha preso parte ai Giochi olimpici di Rio de Janeiro 2016 al fianco della connazionale Patrícia Mamona nella finale del salto triplo.

## Palmarès
| Anno | Manifestazione          | Sede           | Evento       | Risultato | Prestazione | Note                                     |
| ---- | ----------------------- | -------------- | ------------ | --------- | ----------- | ---------------------------------------- |
| 2004 | Ibero-americani         | Huelva         | Salto triplo | 6ª        | 12,91 m     |                                          |
| 2006 | Giochi della Lusofonia  | Macao          | Salto triplo | Argento   | 12,46 m     |                                          |
| 2007 | Europei indoor          | Birmingham     | Salto triplo | 12ª (q)   | 13,43 m     |                                          |
| 2012 | Ibero-americani         | Barquisimeto   | Salto triplo | Oro       | 13,78 m     |                                          |
| 2012 | Europei                 | Helsinki       | Salto triplo | 13ª (q)   | 13,99 m     |                                          |
| 2013 | Europei indoor          | Göteborg       | Salto triplo | 12ª (q)   | 13,74 m     |                                          |
| 2014 | Europei                 | Zurigo         | Salto triplo | 8ª        | 13,78 m     |                                          |
| 2015 | Europei indoor          | Praga          | Salto triplo | 14ª (q)   | 13,78 m     | Miglior prestazione personale stagionale |
| 2015 | Mondiali                | Pechino        | Salto triplo | nm (q)    | nm (q)      |                                          |
| 2016 | Europei                 | Amsterdam      | Salto triplo | 5ª        | 14,34 m     | Miglior prestazione personale stagionale |
| 2016 | Giochi olimpici         | Rio de Janeiro | Salto triplo | 9ª        | 14,12 m     |                                          |
| 2017 | Europei indoor          | Belgrado       | Salto triplo | 7ª        | 13,99 m     | Miglior prestazione personale            |
| 2017 | Mondiali                | Londra         | Salto triplo | 11ª       | 13,99 m     | [ 1 ]                                    |
| 2018 | Giochi del Mediterraneo | Tarragona      | Salto triplo | 5ª        | 13,81 m     | Miglior prestazione personale stagionale |
| 2018 | Europei                 | Berlino        | Salto triplo | 11ª       | 13,97 m     |                                          |
| 2018 | Ibero-americani         | Trujillo       | Salto triplo | Argento   | 13,76 m     |                                          |
| 2019 | Europei indoor          | Glasgow        | Salto triplo | 5ª        | 14,43 m     | Miglior prestazione personale            |
| 2019 | Mondiali                | Doha           | Salto triplo | 20ª (q)   | 13,77 m     |                                          |

## Altre competizioni internazionali
2015
- Argento nella First League degli Europei a squadre ( Candia), salto triplo - 13,78 m